# Lijst van rijksmonumenten Lunetten op de Houtense Vlakte
Op en rond het terrein van de vier Lunetten op de Houtense Vlakte, en het inundatiekanaal ten zuiden ervan, bevinden zich de volgende 25 rijksmonumenten:

## Lunet I
| Object                                                             | Oorspronkelijke functie?  | Bouwjaar  | Architect | Locatie        | Coördinaten?                | Nr.?   | Afbeelding        |
| ------------------------------------------------------------------ | ------------------------- | --------- | --------- | -------------- | --------------------------- | ------ | ----------------- |
| Nieuwe Hollandse Waterlinie Cluster 44. Fort Lunet I: Lunetaanleg. | Fort, vesting en -onderdl | 1819-1821 |           | Koningsweg 290 | 52° 4' 33" NB, 5° 8' 32" OL | 532414 | Meer afbeeldingen |
| Fort Lunet I: Twee flankkazematten / Bomvrije gebouwen.            | Bomvrij militair object   |           |           | Koningsweg 290 | 52° 4' 32" NB, 5° 8' 31" OL | 532415 | Meer afbeeldingen |
| Fort Lunet I: Vis-kazemat / Mitrailleurkazemat.                    | Kazemat                   | 1935      |           | Koningsweg 290 | 52° 4' 34" NB, 5° 8' 34" OL | 532416 | Upload foto       |
| Fort Lunet I: Groepsschuilplaatsen Type P.                         | Bomvrij militair object   | 1939-1940 |           | Koningsweg 290 | 52° 4' 32" NB, 5° 8' 32" OL | 532417 | Meer afbeeldingen |
| Fort Lunet I: Atoombunker / BB-onderkomen met poterne.             | Bomvrij militair object   |           |           | Koningsweg 290 | 52° 4' 34" NB, 5° 8' 33" OL | 532418 | Meer afbeeldingen |

## Lunet II
| Object                                                                                      | Oorspronkelijke functie?  | Bouwjaar  | Architect | Locatie              | Coördinaten?                | Nr.?   | Afbeelding        |
| ------------------------------------------------------------------------------------------- | ------------------------- | --------- | --------- | -------------------- | --------------------------- | ------ | ----------------- |
| Nieuwe Hollandse Waterlinie Cluster 45. Fort Lunet II: Flankkazematten / Bomvrije gebouwen. | Kazemat                   | 1819-1821 |           | Koningsweg 133 (bij) | 52° 4' 23" NB, 5° 8' 19" OL | 532421 | Meer afbeeldingen |
| Fort Lunet II: Lunetaanleg.                                                                 | Fort, vesting en -onderdl |           |           | Koningsweg 133 (bij) | 52° 4' 26" NB, 5° 8' 24" OL | 532422 | Meer afbeeldingen |
| Fort Lunet II: Groepsschuilplaatsen Type P.                                                 | Bomvrij militair object   | 1939-1940 |           | Koningsweg 133 (bij) | 52° 4' 24" NB, 5° 8' 23" OL | 532423 | Meer afbeeldingen |
| Fort Lunet II: Houten bergloods F2                                                          | Militaire opslagplaats    | 1895      |           | Koningsweg 133       | 52° 4' 24" NB, 5° 8' 21" OL | 532470 | Meer afbeeldingen |

## Lunet III
| Object                                                              | Oorspronkelijke functie?  | Bouwjaar  | Architect | Locatie         | Coördinaten?                | Nr.?   | Afbeelding        |
| ------------------------------------------------------------------- | ------------------------- | --------- | --------- | --------------- | --------------------------- | ------ | ----------------- |
| Nieuwe Hollandse Waterlinie Cluster 46. Fort Lunet III: Lunetaanleg | Fort, vesting en -onderdl | 1819-1821 |           | Houtensepad 148 | 52° 4' 15" NB, 5° 8' 9" OL  | 532425 | Meer afbeeldingen |
| Fort Lunet III: Flankkazemat / Bomvrij gebouw                       | Bomvrij militair object   |           |           | Houtensepad 148 | 52° 4' 19" NB, 5° 8' 11" OL | 532426 | Meer afbeeldingen |
| Fort Lunet III: Kanon- en Flankkazemat / Bomvrij gebouw.            | Bomvrij militair object   |           |           | Houtensepad 148 | 52° 4' 17" NB, 5° 8' 5" OL  | 532427 | Meer afbeeldingen |
| Fort Lunet III: Dubbele VIS-Kazemat / Mitrailleurkazemat.           | Kazemat                   | 1935      |           | Houtensepad 148 | 52° 4' 16" NB, 5° 8' 8" OL  | 532428 | Meer afbeeldingen |
| Fort Lunet III: Groepsschuilplaatsen Type P.                        | Bomvrij militair object   | 1939-1940 |           | Houtensepad 148 | 52° 4' 16" NB, 5° 8' 10" OL | 532429 | Meer afbeeldingen |
| Fort Lunet III: Fortwachterswoning.                                 | Bijgebouwen               | 1840-1848 |           | Houtensepad 148 | 52° 4' 17" NB, 5° 8' 8" OL  | 532430 | Meer afbeeldingen |
| Fort Lunet III: Nissenhut / Bunkerloods                             | Militaire opslagplaats    |           |           | Houtensepad 148 | 52° 4' 17" NB, 5° 8' 7" OL  | 532431 | Upload foto       |
| Betonnen brug in het Houtensepad bij Lunet III.                     | Open verdedigingswerk     | 1935-1940 |           | Houtensepad     | 52° 4' 18" NB, 5° 8' 3" OL  | 532456 | Meer afbeeldingen |

## Lunet IV
| Object                                                             | Oorspronkelijke functie?  | Bouwjaar  | Architect | Locatie            | Coördinaten?               | Nr.?   | Afbeelding        |
| ------------------------------------------------------------------ | ------------------------- | --------- | --------- | ------------------ | -------------------------- | ------ | ----------------- |
| Nieuwe Hollandse Waterlinie Cluster 47. Fort Lunet IV: Lunetaanleg | Fort, vesting en -onderdl | 1819-1821 |           | Oude Liesbosweg 68 | 52° 4' 8" NB, 5° 8' 1" OL  | 532433 | Meer afbeeldingen |
| Fort Lunet IV: Flankkazematten / Bomvrije gebouwen.                | Bomvrij militair object   |           |           | Oude Liesbosweg 68 | 52° 4' 6" NB, 5° 7' 58" OL | 532434 | Meer afbeeldingen |
| Fort Lunet IV: Dubbele VIS-Kazemat / Mitrailleurkazemat.           | Kazemat                   | 1935      |           | Oude Liesbosweg 68 | 52° 4' 7" NB, 5° 8' 2" OL  | 532435 | Meer afbeeldingen |
| Fort Lunet IV: Groepsschuilplaatsen Type P.                        | Bomvrij militair object   | 1939-1940 |           | Oude Liesbosweg 68 | 52° 4' 9" NB, 5° 8' 3" OL  | 532436 | Upload foto       |
| Fort Lunet IV: Betonblok van Tankversperring.                      | Versperring               | 1935-194  |           | Oude Liesbosweg 68 | 52° 4' 7" NB, 5° 8' 8" OL  | 532437 | Upload foto       |
| Brug in het Houtensepad bij Lunet IV.                              | Open verdedigingswerk     |           |           | Houtensepad        | 52° 4' 14" NB, 5° 8' 2" OL | 532455 | Meer afbeeldingen |

## Inundatiekanaal
Deze twee rijksmonumenten vormen samen het rijksmonumenten complex 'NHW-Inundatiekanaal Lunetten (nummer 532407)
| Object                                                                                             | Oorspronkelijke functie? | Bouwjaar | Architect | Locatie | Coördinaten?                | Nr.?   | Afbeelding  |
| -------------------------------------------------------------------------------------------------- | ------------------------ | -------- | --------- | ------- | --------------------------- | ------ | ----------- |
| Nieuwe Hollandse Waterlinie Cluster 401. inundatiekanaal Lunetten: Aanleg van een inundatiekanaal. | Gracht                   |          |           |         | 52° 3' 46" NB, 5° 7' 48" OL | 532408 | Upload foto |
| inundatiekanaal Lunetten: Inlaat- en keersluis.                                                    | Open verdedigingswerk    |          |           |         | 52° 4' 3" NB, 5° 7' 55" OL  | 532410 | Upload foto |